# Teodor Angel
Teodor Angel (grč. Θεόδωρος Ἄγγελος, Theodōros Angelos) bio je grčki plemić koji je živio u srednjem vijeku. Nije poznato kada je rođen.
Bio je sin plemića Ivana I. Duke, koji je bio lord Tesalije, a majka mu je bila Ivanova supruga Hipomona („strpljenje“).
Ivana je naslijedio Teodorov stariji brat Konstantin Duka. Teodor je bio njegov suregent.
Braća su bila pod zaštitom moćne plemkinje Ane Paleolog, koja je bila vladarica Epira. Sestra Teodora i Konstantina bila je Helena Duka Anđelina, kraljica Srbije.
Godine 1295. je Teodor postao sevastokrator. Trebao je oženiti armensku princezu Teofano, ali je taj „projekt“ propao.
U borbi ga je pobijedio general Mihael Duka Glabas Tarchaneiotes.
Teodor, čije ime znači „Božji dar“, umro je oko 1299.